# كريس كراوس
كريس كراوس (بالألمانية: Chris Kraus)‏ (و. 1963 – م) هو مخرج سينمائي، وكاتب، وكاتب سيناريو، من ألمانيا، ولد في غوتينغن.

## التعليم
تعلم في الأكاديمية الألمانية للسينما والتلفاز في برلين ‏.

## وصلات خارجية
- كريس كراوس على موقع IMDb (الإنجليزية)
- كريس كراوس على موقع مونزينجر (الألمانية)
- كريس كراوس على موقع ألو سيني (الفرنسية)
- كريس كراوس على موقع أول موفي (الإنجليزية)
- كريس كراوس على موقع قاعدة بيانات الفيلم (الإنجليزية)
- كريس كراوس على موقع كينوبويسك (الروسية)